# Laddstolpe
En laddstolpe är en anordning för överföring av elektrisk energi till elbilar och laddhybridbilar. För elbilarna är de en förutsättning, så att bilarna regelbundet kan laddas med el och inte riskerar att bli stående med tomt batteri.
Ännu saknas dock standarder och klara rutiner för infrastruktur, betalningssätt, säkerhet och andra praktiska detaljer. Regelverken som styr anslutning av ladduttag till elnätet är heller inte anpassade för denna nya teknik.
Som regel är laddstolparna utrustade med ett eller två 230 voltsuttag, 10 A eller (vilket blir allt vanligare) 16 A.

## Sverige
Det finns en rad olika fabrikat och utföranden av laddstolpar på den svenska marknaden. Såväl energibolagen (t.ex. Vattenfall, Fortum och E.ON Sverige) som enskilda företag erbjuder laddstolpar, antingen som kompletta lösningar eller i form av separata komponenter. En del butiker har också satt upp laddstolpar på sina kundparkeringar, som en service till sina kunder. Även bilföretag, till exempel Toyota som har laddhybridbilar i sortimentet, säljer laddstolpar. På senare tid har det även kommit upp webbplatser som listar offentliga laddstationer.
Det är vanligt att svenska hushåll med elbil köper en laddbox som komplement till allmänna laddstolpar.

### Bidrag
Bostadsrättsföreningar, organisationer och företag kan få bidrag från Naturvårdsverket  för att installera laddstolpar. Som privatperson finns en skattereduktion, som likt RUT/ROT-avdraget, dras direkt på fakturan från leverantören/installatören. I dagsläget är skattereduktionen 50 procent av kostnaden för arbete och material .

### Installation
I Sverige måste installation av laddstolpar utföras ett auktoriserat elinstallationsföretag. Företaget måste minst ha behörighet för verksamhetstypen övriga anläggningar för användning av el. Svenska Elsäkerhetsverket rådger köpare av elinstallationstjänster att kontrollera varje elinstallatör innan installation. Vid installation av laddboxar brukar dessa monteras på vägg eller stolpe. Det måste dras en 3-fas kabel mellan laddstolpen och fastighetens elcentral om syftet är att ladda en elbil.

## Bildgalleri

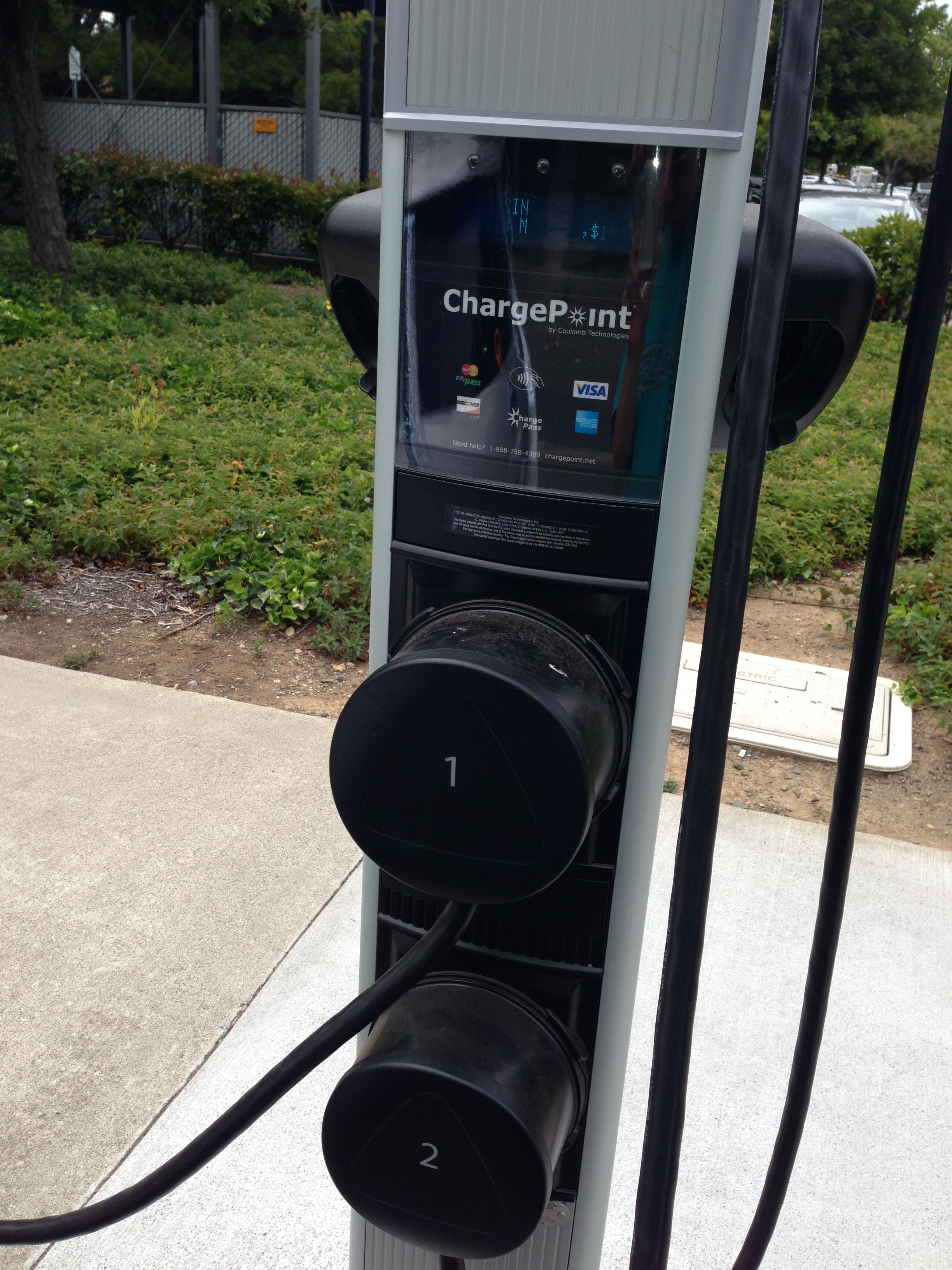
Laddstolpe i Kalifornien i USA.
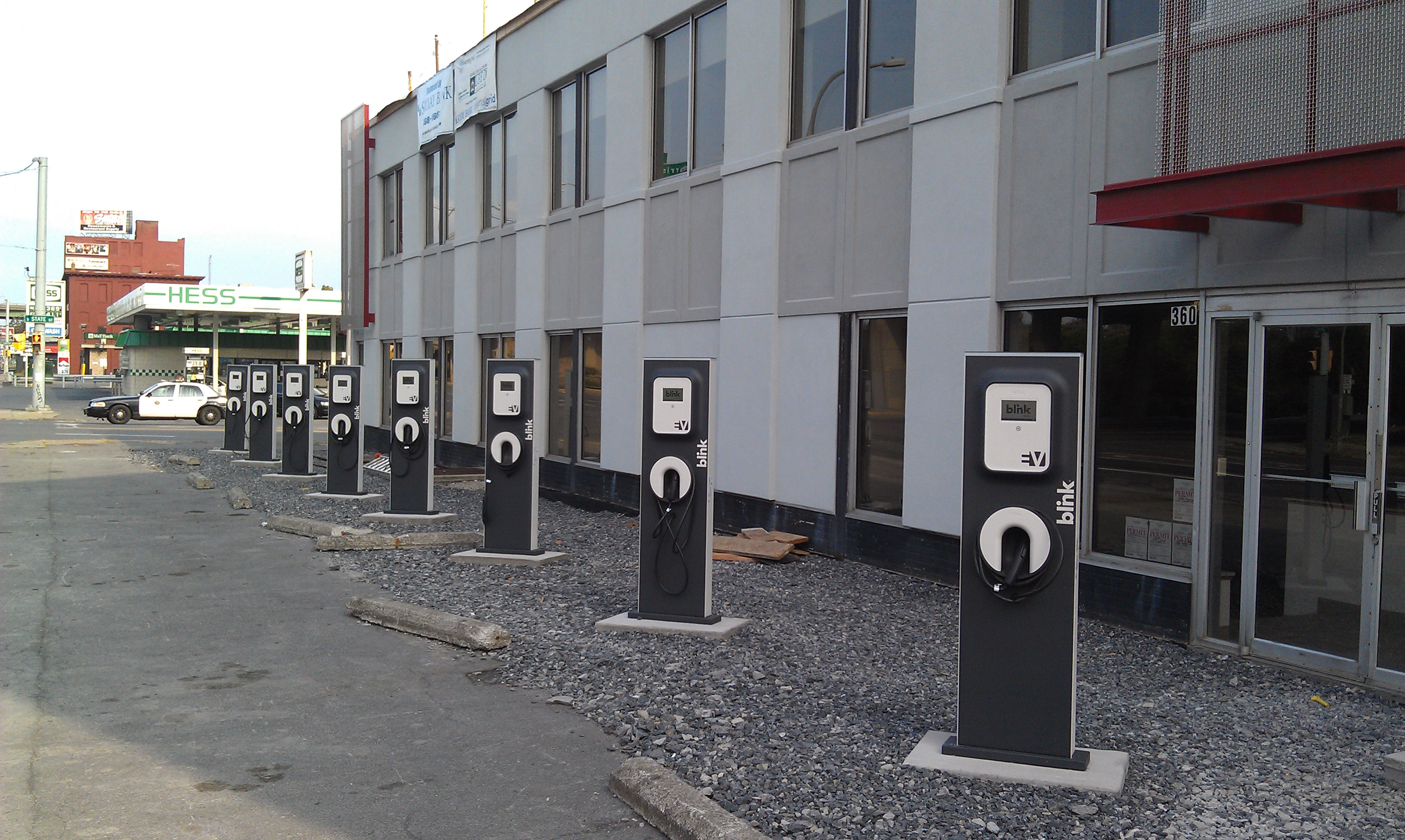
Laddstolpar i delstaten New York i USA.
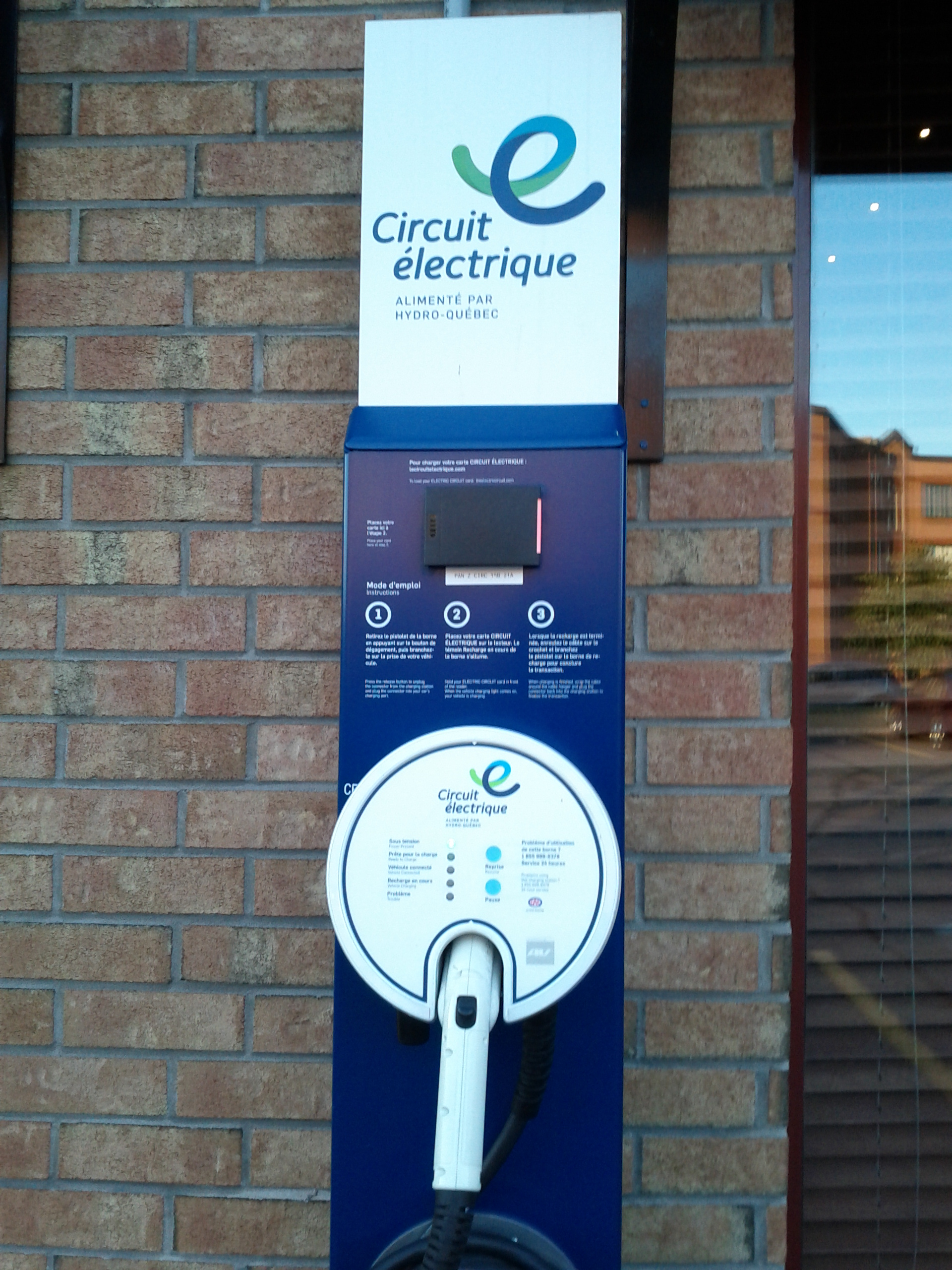
Laddstolpe i Kanada.
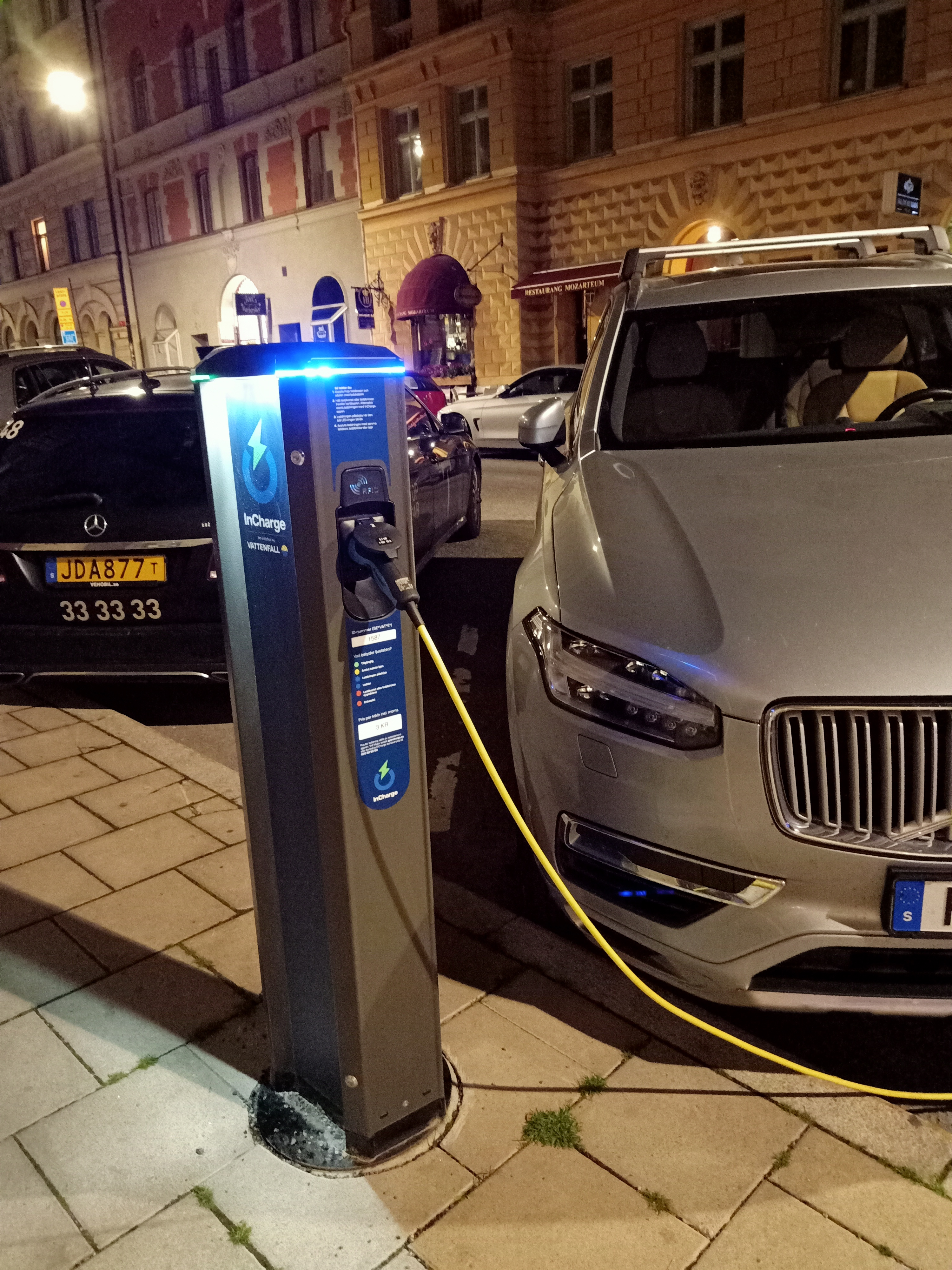
Laddstolpe i Stockholm.